# Heckenhausen (Borken)
Heckenhausen ist ein heute wüster Ort südöstlich von Borken im Schwalm-Eder-Kreis in Hessen, Deutschland. Der Ort lag vermutlich auf einer leichten Anhöhe (ca. 220 Meter über Normalnull) zwischen Borken und dem Hof Marienrode.
Die erste urkundliche Erwähnung war 1265 unter dem Namen Heckinhusin. Der Ort war landgräflich-hessischer Besitz und gehörte zum Amt Borken, war allerdings lange Zeit an landgräfliche Gefolgsleute verpfändet.  So ist beurkundet, dass Landgraf Otto I. im Jahre 1318 Güter zu Heckenhausen an Werner von Löwenstein-Westerburg verpfändet hatte, dass diese und das landgräfliche Gericht Heckenhausen 1338 wieder eingelöst wurden, und dass die „iurisdictio Heckenhausen“ bereits im selben Jahre an Werner von Gilsa verpfändet wurde. 1372 hatte der Pfarrer von Borken, Johann von Schorpheim, Anteile an Heckenhausen, die er in diesem Jahr an Landgraf Hermann II. zurückgab.  Hermann II. gab seinen Anteil an Heckenhausen noch im gleichen Jahr (als Pfand oder Lehen ?) an die Herren von Löwenstein-Westerburg. Die letzte Erwähnung der Ortschaft als adliges Dorf war 1570.